# Raissa Calza
Raissa Gourevich Calza, Raisa Samojłowna Guriewicz Calza (ur. w grudniu 1897 w Odessie, zm. 24 stycznia 1979 w Rzymie) – włoska tancerka, historyczka sztuki i archeolożka śródziemnomorska.

## Życiorys

### Dzieciństwo i młodość
Pochodziła z zamożnej żydowskiej rodziny. Do roku 1918, razem z czworgiem starszego rodzeństwa, wychowywała się w Petersburgu. Jej rodzice Berta i Samuił byli właścicielami ziemi w Polsce i Finlandii.
Ze względów zdrowotnych wyjechała do San Remo, gdzie uczyła się u Gieorgija Plechanowa. Uczył ją historii, jednocześnie wzbudzając w dziewczynce silne zainteresowanie przeszłością.
Gdy wybuchła rewolucja rosyjska, cała rodzina Guriewiczów przebywała w posiadłości nad jeziorem Ładoga. Otwarte, antycarskie i sprzyjające demokratycznej rewolucji środowisko rodzinne sprawiło, że Raissa pozostawała w bliskim kontakcie z rewolucyjnymi artystami, intelektualistami, pasjonatami teatru i literatury. Uczyła się języków obcych z lektorami, realizowała pasję historyczną i podróżowała na przedstawienia teatralne lub koncerty w różnych miastach.

### Kariera aktorki i tancerki
Po namowie ojca, miłośnika tańca, rozpoczęła karierę tancerki w szkole Wsiewołoda Meyerholda w Moskwie. Na scenie w rosyjskim teatrze poznała pierwszego męża Gieorgija Krola, rosyjsko-żydowskiego reżysera, z którym była w związku w latach 1893–1932.

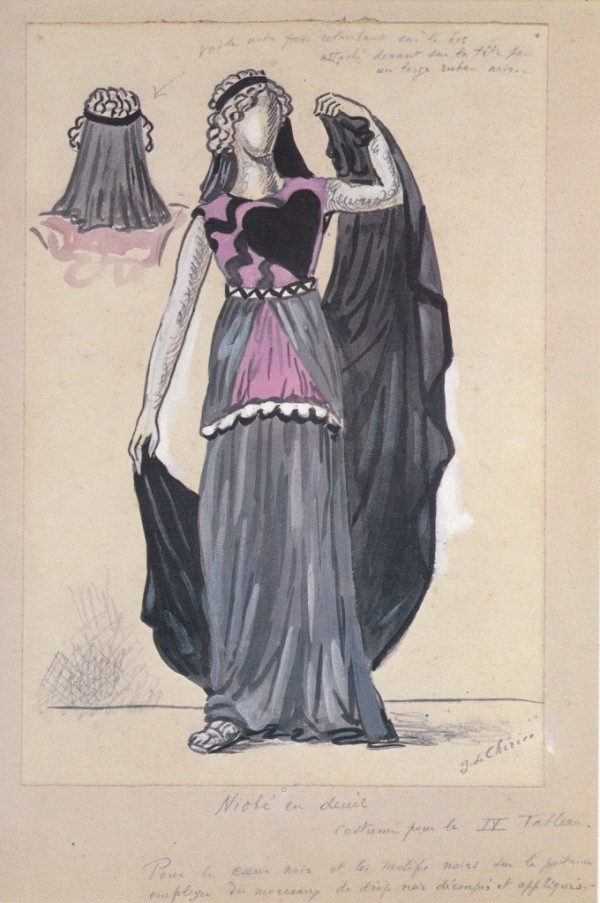
Projekt kostiumu Raissy jako Pierrota autorstwa De Chirico

W 1919, po śmierci matki, para przeniosła się do Włoch, do Turynu. Często razem podróżowali, by wspólnie pracować nad spektaklami: Krol jako reżyser, a Guriewicz jako aktorka. Mieszkali w Rzymie w latach 1920–1921, a do 1922 w Berlinie.
W 1923 w Rzymie Guriewicz otrzymała propozycję roli głównej tancerki w produkcji L’Histoire du soldat pod reżyserią Hermanna Scherchena, wystawianej w Teatrze degli Undici. Obejrzawszy jej występ, artysta Giorgio de Chirico zaproponował młodej aktorce kolejną główną rolę w surrealistycznej „mimicznej tragedii” Śmierć Niobe, której produkcji podjął się wraz z bratem Albertem Savinio. zaakceptowała propozycję i zagrała pod pseudonimem „Raissa Lork”. Sztuka miała premierę 14 maja 1925. Jej mąż przygotował scenografię, a de Chirico kostiumy (była przebrana za Pierrota). Jednakże spektakl po premierze otrzymał złe recenzje krytyków oraz publiczności.
Małżeństwo Krolów pod koniec 1924 podróżowało wspólnie z trupą teatralną, jednak podczas wycieczki między Raissą i de Chirico rozkwitło uczucie, przez które aktorka zostawiła męża. Przeprowadziła się do Paryża do nowego partnera, którego w 1925 poślubiła.
W Paryżu  studiowała archeologię na École du Louvre. Uczyła się pod okiem Charles’a Picarda, jednak nigdy nie otrzymała oficjalnego dyplomu. Wciąż często podróżowała, tym razem z mężem do miast, w których pracował przy produkcji przedstawień. Ich związek skończył się po 5 latach, kiedy mężczyzna zdradził Raissę z Isabellą Pakszwer. Małżonkowie rozwiedli się w 1931. powróciła do Rzymu.

### Praca naukowa i osiągnięcia
Będąc w Rzymie, całkowicie poświęciła się archeologii. Czasami pracowała na wykopaliskach i dawała lekcje. Dostała też tymczasową możliwość pracy na wykopaliskach w Ostia Antica. W 1938 dotknęło ją prawo rasowe faszystowskich Włoch – ponieważ była Żydówką, była zmuszona odejść z pracy. Mimo przeszkód, udało jej się utrzymać kontakt z archeologami w Ostii, dzięki czemu co jakiś czas była zatrudniana jako fotograf lub asystentka. Pracowała pod nadzorem Guido Calzy, którego w 1945 poślubiła. Mężczyzna zmarł przedwcześnie, zaledwie w kwietniu 1946.
Calza do 1968 pracowała na wykopaliskach w Ostii, jednocześnie publikując wiele tekstów naukowych i wyników badań. Jedną z jej głośniejszych i niezwykle udanych wczesnych publikacji było sprawozdanie z ostiańskiego sanktuarium Kybele, które zostało odkopane na początku lat 40. Tekst opublikowała w 1949. W 1950, dzięki pracy na wykopaliskach i wielu publikacjach, Calza była bardzo znana jako ekspertka rzymskich portretów i rzeźb, szczególnie tych nagrobnych.
Calzę odwiedziła na wykopaliskach Marguerite Yourcenar, gdy w latach 1951 i 1952 przygotowywała nową ilustrowaną edycję Pamiętników Hadriana. Po spotkaniu kobiety utrzymywały ze sobą kontakt poprzez korespondencję.
Od 1 stycznia 1956 do 3 stycznia 1957 Calza pomagała krajowemu gabinetowi fotograficznemu zorganizować i skategoryzować jego fotograficzną kolekcję rzeźb rzymskich. W latach 1958–1959 była pierwszą kobietą-naukowcem współpracującą z Włoską Antyczną Fototeką Architektury i Topografii.
Posługiwała się wieloma językami: rosyjskim, francuskim, włoskim, angielskim i niemieckim. Była autorką licznych katalogów, przewodników archeologicznych i tekstów. W nagrodę za jej wkład we włoską archeologię 2 czerwca 1967 została nagrodzona włoskich Złotym Medalem dla Zasłużonych dla Kultury i Sztuki.

### Śmierć
Zmarła w domu opieki prowadzonym przez Siostry Miłosierdzia. Została pochowana na cmentarzu przy kościele Sant’Ercolano nieopodal Ostia Antica, obok trzeciego męża.

## Archiwum
Pozostawiła po sobie fotografie Ostii oraz osobistą bibliotekę. W listach opisała podział jej własności naukowych pomiędzy Ostię a humanistyczne biblioteki Uniwersytetu w Sienie. Większość zdjęć Ostii jej autorstwa pochodzi z czasu wieloletnich intensywnych wykopów prowadzonych pod kierownictwem rządu Benito Mussoliniego w latach 1939–1942.
Z okazji Dnia Kobiet, w solidarności z ukraińskimi ofiarami rosyjskiej inwazji, 8 marca 2022, poświęcono Calzy nową salę multimedialną Parku Archeologicznego Ostia Antica.